# リチャード・イングリング・シニア
リチャード・L・イングリング・シニア（Richard L. Yuengling Sr.、1915年7月16日 – 1999年）は、アメリカ合衆国の実業家で、ペンシルベニア州ポッツビルのブルワリー（ビール醸造所）であるイングリング社の唯一のオーナーで社長であった。
1915年7月16日、ポッツビルに生まれた。
イングリングは、判事で鉄道事業の大物だったリチャード・H・コックの孫娘マージョリー・フッド (Marjorie Hood) と結婚し、ふたりの間には、息子リチャード・イングリング・ジュニア（イングリング社の現オーナー）と、娘パトリシア・H・イングリング (Patricia H. Yuengling) が生まれた。
1985年に、イングリング社の全株式を、息子のリチャード・イングリング・ジュニアに売却した。